# Electric Fields
Electric Fields — австралійський електронний музичний дует, що складається з вокаліста Заакараї Філдінга та клавішника й продюсера Майкла Росса. Electric Fields поєднують сучасну музику в стилі електрик-соул із культурою аборигенів і співають мовами пітянтятяра, янкунитятяра та англійською. Представники Австралії на Пісенному конкурсі Євробачення 2024 із піснею «One Milkali (One Blood)».

## Історія

### 2011—2020: Заснування та альбом Inma
У 2011 році Заакарая Філдінг пройшов прослуховування для третього сезону The X Factor Australia, виконавши пісню Трейсі Чепмен «Talkin Bout a Revolution». У 2013 році Майкл Росс пройшов прослуховування до п'ятого сезону, виконавши «You Can't Hurry Love» Філа Коллінза. Дует виступає під назвою Electric Fields із 2015 року. Їхній репертуар охоплює поп, соул та електроніку, а виконавців описують як «Daft Punk, що зустрічає Ніну Сімон у глибокому лісі».

У червні 2016 року дует випустив свій дебютний міні-альбом Inma, який отримав свою назву від культурної церемонії Aṉanguwomen, відомої як Inma. Деніел Браунінг, ведучий і продюсер ABC Radio National, сказав:
«Спільне створення музики, яка є настільки ж захоплюючою, наскільки емоційно зворушливою — від краси та абсолютної сили її музикальності, захоплює дух. Часто з використанням Заакараєю традиційних мов народу Ананґу пітянтятяра янкунитятяра, музика Electric Fields варіюється від попу до електронних творів епічного масштабу, аж до глибоко інтимних пісень-історій».
Музика Electric Fields звучала на Spirit Festival 2016 і Adelaide Fashion Festival 2016, а також на Triple J. У 2016 році дует здобув Emily Burrows Award, нагороду, яка вручається для визнання та подальшого професійного розвитку оригінальних музичних виконавців або гуртів Південної Австралії.

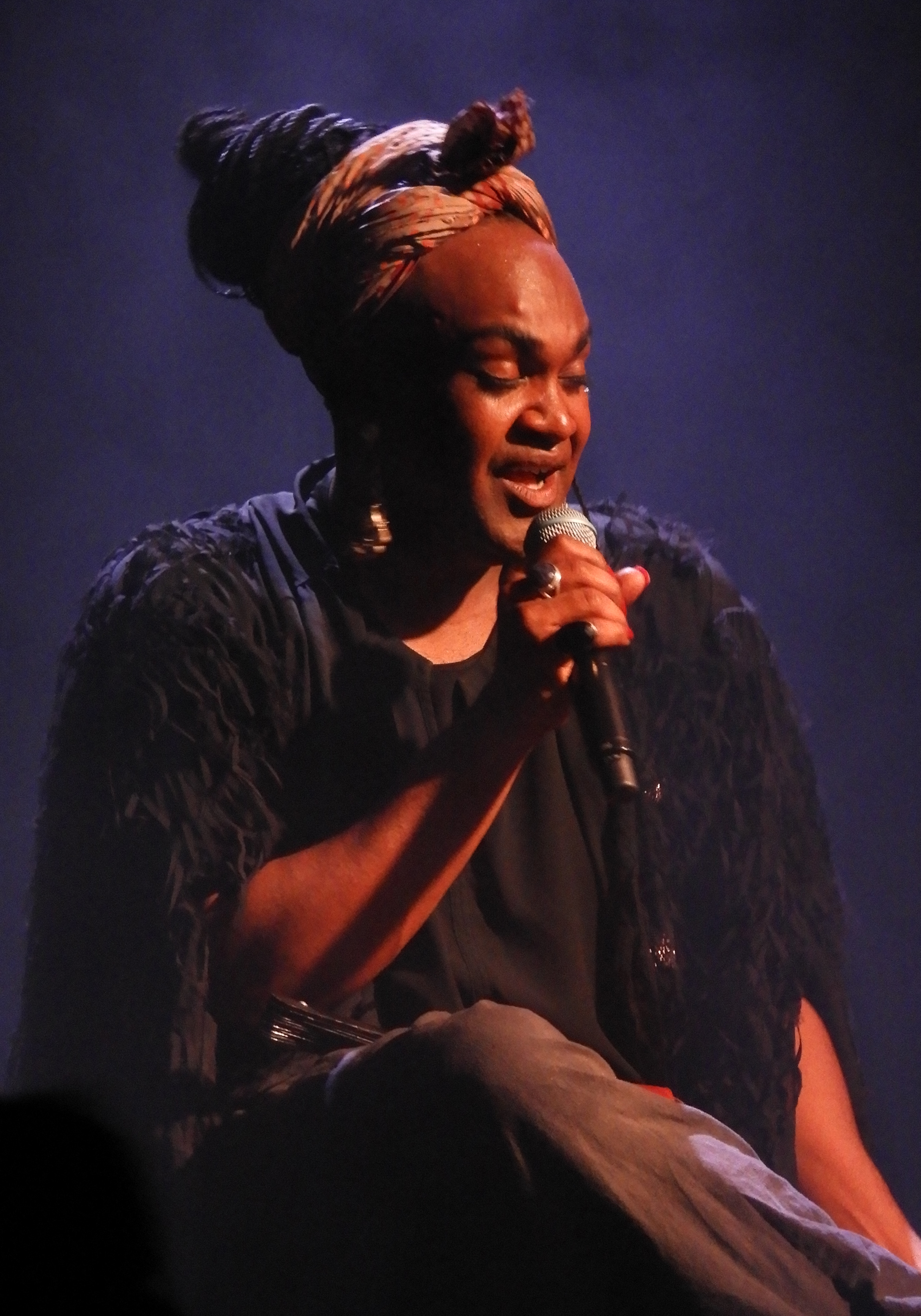
Філдінг виконує пісню «Nina» на концерті в Аделаїді

У 2017 році Electric Fields стали найкращим новим талантом року, а у 2018 році були номіновані на звання «Артист року» на Національній музичній премії корінного населення.
У грудні 2018 року співаки були оголошені одними з учасників національного відбору Eurovision — Australia Decides у спробі представити Австралію на Пісенному конкурсі Євробачення 2019. 9 лютого 2019 року Electric Fields виступили на відборі з піснею «2000 and Whatever» та посіли друге місце як у голосуванні журі, так і глядачів, а також друге в загальному заліку, поступившись Кейт Міллер-Гайдке. Того ж року вони оголошували бали австралійського журі у фіналі Євробачення та пізніше гастролювали з піснею «2000 and Whatever» по Австралії. А в липні 2019 року Electric Fields отримали дві номінації на Національній музичній премії корінного населення.

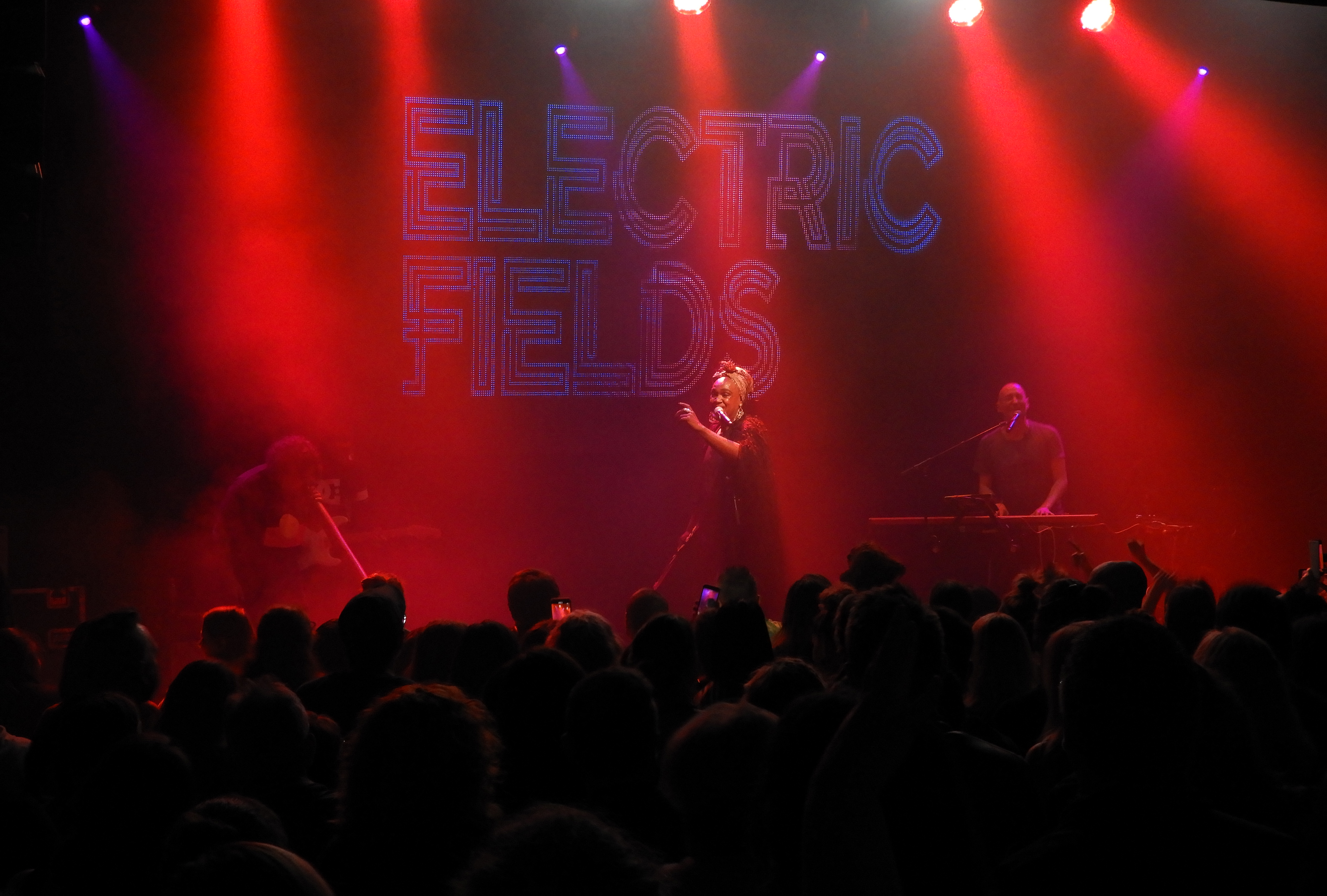
Electric Fields на Lion Arts Factory в Аделаїді під час туру «2000 and Whatever», липень 2019

3 квітня 2020 року вийшов спільний альбом дуету — Would I Lie — із норвезьким гуртом KEiiNO, який представляв Норвегію на Євробаченні 2019.
Дует також співпрацював із Джессікою Маубой, Міссі Хіггінс і Джоном Батлером для виконання пісні «From Little Things Big Things Grow» Пола Келлі та Кева Кармоді про страйк Гурінджі. Виступ був записаний у консерваторії Ботанічного саду Аделаїди та транслювався у фінальному сезоні 6-серійного пандемічного серіалу ABC Television The Sound 23 серпня 2020 року.
У серпні 2020 року Electric Fields виступили з трьома акустичними сетами в Культурному центрі Ukaria в Маунт-Баркер на Аделаїдських пагорбах у співпраці з музичною онлайн-платформою Sunny Side Uploads. У жовтні дует виконав «From Little Things Big Things Grow» на великому фіналі AFL 2020, а у грудні — виступили хедлайнерами одного з шоу серії пошуків квір-талантів «Express Yourself — Queer Discovery», яку проводили APRA AMCOS і Sydney Gay and Lesbian Mardi Gras.

### 2021–дотепер
У лютому 2021 року Electric Fields виконали «Don't You Worry» і «Gold Energy» на Сіднейському полі для крикету на Марді Гра. У листопаді 2021 року дует виконав «From Little Things, Big Things Grow» на Національній музичній премії корінного населення. Того ж місяця вони підписали глобальну угоду з Warner Music Australia і випустили сингл «Gold Energy».
18 березня 2022 року вийшла пісня «Catastrophe».
У лютому 2023 року Electric Fields випустили «We the People» як офіційну пісню WorldPride. Вони виконали композицію перед натовпом у 20 000 людей на концерті відкриття фестивалю в Сіднейському Домейні 24 лютого 2023 року, сказавши: «Гордість — це не лише прийняття, а й відчуття дому у власній індивідуальності».
У березні 2024 року Electric Fields виступили на концерті під назвою «Floods of Fire» із Симфонічним оркестром Аделаїди у Фестивальному центрі міста.
5 березня 2024 року дует був оголошений представниками Австралії на Пісенному конкурсі Євробачення 2024 із піснею «One Milkali (One Blood)», яка містить слова мовою янкунитятяра. 7 травня Electric Fields виступили в першому півфіналі конкурсу, але не змогли потрапили до фіналу.